# Josh Lucas
Pour les articles homonymes, voir Josh Lucas (baseball), Lucas et Maurer.
Joshua Lucas Maurer (né le 20 juin 1971 à Little Rock, Arkansas aux États-Unis) est un acteur et producteur américain.

## Biographie
Joshua Lucas Easy Dent Maurer naît le 20 juin 1971, à Little Rock, en Arkansas, d'un père médecin urgentiste, Don Maurer, et d'une mère infirmière, Michele (née LeFevre) Maurer.

### Vie privée
Il est en couple avec Jessica Ciencin Henriquez en 2011. Ils se fiancent un mois et demi plus tard et se marient en 2012. Ils ont un fils, Noah Rev Maurer, né en 2012.
Ils divorcent en 2014.

## Carrière
Il fait ses premiers à la télévision lors d'un épisode des séries Corky, un adolescent pas comme les autres et True Colors.
Il débute au cinéma par un petit rôle dans Les Survivants et Un père en cavale de Darrell Roodt en 1993.
Il faut attendre 2000, pour qu’il se révèle dans The Dancer avec Mia Frye, American Psycho et Le Poids de l'eau. Il s'affirme peu à peu comme un second rôle de qualité dans le cinéma américain, en témoigne ses prestations dans Un homme d'exception (2001) et Hulk (2003).
Puis il étoffe sa filmographie en abordant différents genres. De la comédie Fashion victime avec Reese Witherspoon, au thriller tel que L'Autre Rive, en passant par la science-fiction avec Furtif. Il côtoie même une star du X incarnée par Val Kilmer dans Wonderland.
En 2006, il est à l’affiche du huis clos Poséidon avec Kurt Russell et la même année il joue avec Robert Redford et Jennifer Lopez dans Une vie inachevée.
En 2020, il est présent dans l'adaptation du best-seller de Rhonda Byrne Le Secret : Tous les rêves sont permis aux côtés de Katie Holmes.

## Filmographie

### Cinéma

#### Longs métrages
- 1993 : Les Survivants (Alive) de Frank Marshall : Felipe Restano
- 1993 : Un père en cavale (Father Hood) de Darrell Roodt : Andy
- 1996 : True Blue de Ferdinand Fairfax : Dan
- 1997 : The Definite Maybe de Rob Lobl et Sam Sokolow : Eric Traber
- 1997 : Minotaur de Jonathan Tammuz : G.R
- 1998 : Harvest de Stuart Burkin : Clay Upton
- 1998 : Restless de Jule Gilfillan : Jeff Hollingsworth
- 2000 : American Psycho de Mary Harron : Craig McDermott
- 2000 : The Dancer de Fred Garson : Stephane
- 2000 : Drop Back Ten de Stacy Cochran (en) : Tom White
- 2001 : Bleu profond (The Deep End) de Scott McGehee et David Siegel : Darby Reese
- 2001 : Tu peux compter sur moi (You Can Count on Me) de Kenneth Lonergan : Rudy Sr
- 2001 : Poursuite fatale (When Strangers Appear) de Scott Reynolds : Peter
- 2001 : Session 9 de Brad Anderson : Hank
- 2002 : Un homme d'exception (A Beautiful Mind) de Ron Howard : Hansen
- 2002 : Le Poids de l'eau (The Weight of Water) de Kathryn Bigelow : Rich Janes
- 2002 : Coastlines de Victor Nunez : Eddie Vance
- 2002 : Fashion victime (Sweet Home Alabama) d'Andy Tennant : Jake Perry
- 2003 : Hulk d'Ang Lee : Glenn Talbot
- 2003 : Wonderland de James Cox : Ron Launius
- 2004 : De pères en fils (Around the Bend) de Jordan Roberts : Jason Lair
- 2004 : Le Secret des frères McCann (Secondhand Lions) de Tim McCanlies : Walter adulte
- 2005 : Furtif (Stealth) de Rob Cohen : Lieutenant Ben Gannon
- 2005 : L'Autre Rive (Undertow) de David Gordon Green : Deel Munn
- 2006 : Une vie inachevée (An Unfinished Life) de Lasse Hallström : Crane Curtis
- 2006 : Poséidon (Poseidon) de Wolfgang Petersen : Dylan Johns
- 2006 : Les Chemins du triomphe (Glory Road) de James Gartner : Don Haskins
- 2008 : Les Ombres du passé (Death in Love) de Boaz Yakin : Le fils aîné
- 2008 : Love Manager (Management) de Stephen Belber : Barry
- 2009 : Transplantion (Tell-Tale) de Michael Cuesta : Terry
- 2009 : Le Secret de Peacock (Peacock) de Michael Lander : Officier Tom McGonigle
- 2009 : Stolen Lives (The Boy in the Box) d'Anders Anderson : Matthew Wakefield
- 2010 : Bébé mode d'emploi (Life as We Know It) de Greg Berlanti : Sam
- 2010 : Daydream Nation de Michael Goldbach : Mr Anderson
- 2010 : William Vincent (Shadows and Lies) de Jay Anania : Le chef
- 2011 : Red Dog de Kriv Stenders : John Grant
- 2011 : J. Edgar de Clint Eastwood : Charles Lindbergh
- 2011 : La Défense Lincoln (The Lincoln Lawyer) de Brad Furman : Ted Minton
- 2011 : Little Murder de Predrag Antonijevic : Ben Chaney
- 2011 : A Year in Mooring de Chris Eyre : Le marin
- 2012 : 12 heures (Stolen) de Simon West : Vincent
- 2013 : Big Sur de Michael Polish : Neal Cassady
- 2013 : Space Warriors de Sean McNamara : Colonel Roy Manley
- 2013 : Wish You Well de Darnell Martin : Cotton Longfellow
- 2014 : Le Virtuose (Boychoir) de François Girard : Gérard
- 2014 : The Mend de John Magary : Mat
- 2014 : Little Accidents de Sara Colangelo : Bill Doyle
- 2016 : Youth in Oregon de Joel David Moore : Danny Engersol
- 2016 : Dear Eleanor (Dear Eleanor) de Kevin Connolly : Frank Morris
- 2017 : La Femme la plus détestée d'Amérique (The Most Hated Woman in America) de Tommy O'Haver : David Waters
- 2017 : The Secret Man: Mark Felt (Mark Felt : The Man Who Brought Down the White House) de Peter Landesman : Charlie Bates
- 2018 : Hypnose (The Guardian Angel) d’Arto Halonen : Bjørn Schouw Nielsen
- 2018 : All Square de John Hyams : Matt
- 2019 : Le Mans 66 (Ford v. Ferrari) de James Mangold : Leo Beebe
- 2019 : Breakthrough de Roxann Dawson : Brian Smith
- 2020 : Le Secret : Tous les rêves sont permis (The Secret : Dare to Dream) d'Andy Tennant : Bray Johnson
- 2020 : She Dies Tomorrow d'Amy Seimetz : Le médecin
- 2021 : American Nightmare 5 : Sans Limites (The Forever Purge) d'Everardo Gout : Dylan Tucker
- 2023 : The Black Demon d'Adrian Grunberg : Paul Sturge
- 2023 : Blood for Dust de Rod Blackhurst : John
- 2025 : La carte qui mène jusqu'à toi (en) (The Map That Leads to You) de Lasse Hallström

### Télévision

#### Séries télévisées
- 1990 : Corky, un adolescent pas comme les autres (Life Goes On) : Dylan
- 1990 : True Colors : Jonathan
- 1991 : Parker Lewis ne perd jamais (Parker Lewis Can't Lose) : Evan
- 1991 : La loi est la loi (Jake and the Fatman) : Jeff Boyce
- 1994 : Dans la chaleur de la nuit (In the Heat of the Night) : Todd Walker
- 1994 - 1995 : La saga des McGregor (The McGregor Saga) : Luke McGregor
- 1999 : Cracker : Lieutenant Macy
- 2005 : Empire Falls : Max jeune
- 2012 : The Firm : Mitch McDeere
- 2014 - 2016 : Les Mystères de Laura : Jake Broderick
- 2018 - 2019 / 2023 : Yellowstone : John Dutton jeune
- 2022 : Long Slow Exhale : Hillman Ford
- 2024 : Palm Royale : Douglas

#### Téléfilms
- 1991 : Child of Darkness, Child of Light de Marina Sargenti : John L. Jordan III
- 1993 : Class of '61 de Gregory Hoblit : George Armstrong Custer
- 2009 : Possible Side Effects de Tim Robbins : Max Hunt
- 2013 : Les Sauveurs de l'espace (Space Warriors) de Sean McNamara : Roy Manley

### Jeu vidéo
- 1994 : Wing Commander III : Cœur de tigre (Wing Commander III : Heart of Tiger) : Major Jace "Flash" Dillon

## Théâtre
- Corpus Christi au Manhattan Theatre Club : Judas
- What didn't happen de Chris Shinn au Mark Taper Forum (en)
- Le Portrait de Dorian Gray au Los Angeles Theatre Center (en)
- 2005 : La Ménagerie de verre de Tennessee Williams : le visiteur
- 2009 : Fault lines au Cherry Lane Theatre (en) : Bill[3]
- 2017 : The Parisian Woman au Hudson Theater (en) : Tom[4]

## Distinctions
| Prix                             | nommé                                                             | Primé                                                             | Pays       | Année |
| Screen Actors Guild Awards       | Meilleur Casting pour Un homme d'exception                        |                                                                   | États-Unis | 2002  |
| Teen Choice Award                | Film : Fashion victime - Meilleur baiser (avec Reese Witherspoon) | Film : Fashion victime - Meilleur baiser (avec Reese Witherspoon) | États-Unis | 2003  |
| Australian Film Institute Awards | Meilleur Acteur pour Red Dog                                      | Meilleur Acteur pour Red Dog                                      | Australie  | 2011  |

## Voix francophones
En France, plusieurs comédiens doublent Josh Lucas. Si Philippe Valmont et Alexis Victor l'ont doublé à six et quatre reprises, Bruno Choël lui a également prêté sa voix à trois occasions.
En France
| - Philippe Valmont dans : - Poséidon - Le Secret de Peacock - Bébé mode d'emploi - J. Edgar - What They Had (en) - Palm Royale (mini-série) - Alexis Victor dans : - Red Dog - La Défense Lincoln - 12 Heures - The Secret Man: Mark Felt - Bruno Choël dans : - Hulk - Furtif - Yellowstone (série télévisée) - Lionel Tua dans : - Un homme d'exception - De l'autre côté | Et aussi - Daniel Lafourcade dans Les Survivants - Nicolas Marié dans American Psycho - Arnaud Arbessier dans Session 9 - Bertrand Liebert dans Fashion victime - Éric Herson-Macarel dans Wonderland - Arnaud Bedouët dans Une vie inachevée - Christophe Seugnet dans Les Sauveurs de l'espace (téléfilm) - Sylvain Agaësse dans Le Virtuose - Jérémie Covillault dans La Femme la plus détestée d'Amérique - Jérôme Keen dans Hypnose - Axel Kiener dans Le Mans 66 - Adrien Antoine dans Le Secret : Tous les rêves sont permis - Jochen Hägele (en) dans American Nightmare 5 : Sans Limites |

Au Québec
- Patrice Dubois[6] dans :
  - Une vie inachevée
  - De pères en fils
  - Chemin de la gloire
  - La Purge Éternelle
  - Marée noire

Et aussi
- François Godin dans Fashion victime[6]